# العنصرية الطبية في الولايات المتحدة
تشمل العنصرية الطبية في الولايات المتحدة ممارسات طبية تمييزية، وموجهة، وتحريفات في التعاليم الطبية مدفوعة بالتحيزات القائمة على خصائص عرق المرضى وإثنيتهم. أثرت هذه الممارسات على مجموعات عرقية وإثنية مختلفة، وعلى النتائج الطبية وذلك خلال التاريخ الأمريكي. تعرضت المجموعات الفرعية الضعيفة ضمن هذه المجموعات العرقية والإثنية وخصوصًا النساء والأطفال والفقراء للخطر على مر السنين. ظهرت العنصرية الطبية على نطاق واسع من خلال العديد من الدراسات غير الأخلاقية، والإجراءات القسرية، والعلاجات التفاضلية التي يديرها مقدمو الرعاية الصحية، والباحثون، وحتى الكيانات الحكومية في بعض الأحيان، وهي ظاهرة مستمرة منذ القرن الثامن عشر على الأقل في الولايات المتحدة. ليس هناك اتفاق فيما إذا كانت العنصرية الطبية حول المرضى ناجمة عن معتقدات متحاملة صراحة على العرق أم أنه تحيز لا واعي.

## نبذة تاريخية
في السياق المعاصر، خلقت العنصرية الطبية وتاريخها عدم ثقة عميق في المهنيين الصحيين وممارساتهم في بعض المجموعات العرقية والإثنية. أوضحت الدراسات التي أجريت خلال العقدين الماضيين أن هناك متخصصين صحيين ما زالوا يستخدمون علاجًا متنوعًا، يكشف عن التحيزات العرقية. أثرت هذه التحيزات العرقية على الطريقة التي توصف فيها مواد مثل مسكنات الألم أو معدل إجراء الاختبارات التشخيصية. المرضى السود خصوصًا لديهم تاريخ طويل من العلاج الطبي المتباين بناءً على تصورات مختلفة لعتبات الألم لدى السود. مع ذلك، لم تقتصر العنصرية الطبية على السود في الولايات المتحدة. في حين أن الدراسات سيئة السمعة مثل دراسة توسكيجي لمرض الزهري غير المعالج في ذكر الزنجي قد تكون معروفة، فقد أثرت دراسة تلقيح الأمراض المنقولة جنسيًا التابعة لخدمات الصحة العامة الأمريكية لعام 1946-1948 بشكل ملحوظ على السجناء الغواتيماليين، والعاملين بالجنس، والجنود، ومرضى الصحة العقلية بطريقة ضارة عن طريق إصابة الضحايا بالأمراض المنقولة جنسيًا مثل الزهري والسيلان عن قصد. ضغطت الخدمات الصحية الهندية لتعقيم النساء من السكان الأصليين قسرًا الذين لم تتجاوز أعمارهن 15 عامًا منذ عام 1970 وحتى عام 1976، وهذا ما كشفته الباحثة جين لورانس في ورقة بعنوان «الخدمة الصحية الهندية وتعقيم النساء الأمريكيات الأصليين». هذه مجرد أمثلة قليلة على العديد من الأعمال الموجودة في التاريخ الأمريكي للإجراءات غير الأخلاقية لمقدمي الرعاية الصحية، والباحثين، والهيئات الحكومية المتعلقة بالخدمات الصحية لمجموعات الأقليات.

## العوامل المساهمة

### الكفاءة الثقافية
لكل مريض ديموغرافية ويمكن ألا يمتلك الأطباء كفاءة ثقافية للتعامل مع ذلك، مما يؤدي إلى آثار سلبية على المرضى بسبب ديناميكيات العلاقات السيئة والمساهمة في العنصرية الطبية. لعدم الكفاءة الثقافية عدة أسباب، مثل: نقص التنوع في التعليم الطبي، وعدم وجود أعضاء متنوعين من طلاب كلية الطب وأعضاء هيئة التدريس. هذا يؤدي إلى تهميش كل من مقدمي الرعاية الصحية من الأقليات والمرضى من الأقليات.

### التعليم الطبي
وجدت الدراسات التي أجريت على مناهج كليات الطب في الولايات المتحدة أنه ضمن قراءات الكتب المدرسية المخصصة، يوجد تفاوت بين تمثيل العرق ولون البشرة في دراسات الحالة في الكتب المدرسية مقارنة بسكان الولايات المتحدة. هذا ينطبق على مواد المحاضرات المرئية والنصية.
أظهرت مجموعة من الدراسات التي أجريت حول تمثيل العرق والجنس في شرائح المقرر الدراسي لكلية الطب في جامعة واشنطن، شرائح المحاضرات قبل السريرية في كلية طب وارن ألبرت بجامعة براون، ودراسات الحالة المستخدمة في كلية الطب بجامعة مينيسوتا في وقت واحد، ارتباطات العرق على أنها (عامل خطر) ونقص في التنوع العرقي.
وظفت الدراسة التي أجريت في كلية الطب بجامعة مينيسوتا استخدام مفهوم المناهج الخفية لوصف الطرق التي يمكن أن يؤثر بها نقص التمثيل والتعاليم غير الرسمية بشكل كبير على عقول الأطباء الطموحين. التفاعلات بين الطلاب وأعضاء هيئة التدريس أو نقل الرسائل غير المقصودة يمكن أن يكون بنفس تأثير المحاضرات الرسمية، إن لم يكن أكثر. يمكن أن يشمل ذلك ارتباط الأمراض مثل اعتبار فقر الدم المنجلي (مرض أسود)، والتليف الكيسي (مرض أبيض) ما يؤدي إلى نتائج صحية سيئة. في هذه الدراسة، حُللت مناهج السنة الأولى والثانية 1996-1998 للكلية. كشفت أن 4.5% فقط من دراسات الحالة ذكرت خلفية عرقية أو إثنية للمريض، وعندما يكون المريض أسود اللون أو لديه «خصائص غير مواتية محتملة»، كان من المرجح تحديد العرق أو الإثنية. كان هناك أيضًا انتشار أكبر للموضوعات المتعلقة بالصحة التي نوقشت عند تحديد العرق أو الإثنية. قرر الباحثون أن إدراج هويات عرقية أو إثنية محددة في تلك الحالات كان يهدف إلى الإشارة إلى شيء ما عن هذا المرض أو الحالة الصحية. تساهم مثل هذه الآثار في إضفاء الطابع العنصري على الأمراض.
أسفرت دراسة كتب مدرسية طبية معينة عن الكثير من المعلومات حول تمثيل الأقليات في التعاليم الطبية. استنادًا إلى النصوص المطلوبة لأفضل 20 كليات طب في أمريكا الشمالية، اختيرت إصدارات الولايات المتحدة من أطلس التشريح البشري (2014)، ودليل بيتس للفحص البدني وتاريخ المرض (2013)، وعلم التشريح الموجه إكلينيكيًا (2014)، وغرايز أناتومي للطلاب (2015) للدراسة. باستخدام إجمالي 4146 صورة من الكتب المدرسية الأربعة التي تصور الوجوه، والذراعين، والرؤوس، والجلد، اكتشف الباحثون أن اثنين من ثلاثة كتب كانا قريبين من سكان الولايات المتحدة، وأظهر كتاب واحد «التنوع على أساس التمثيل المتساوي» ولم يتطابق أي منهما مع تعريف التنوع. على صعيد المواضيع، هناك أيضا مسائل تتعلق بالتنوع. عند مناقشة قضايا صحية مثل سرطانات الجلد، لم تتضمن ثلاثة من الكتب الأربعة أي صور على الإطلاق، واحتوى أحد الكتب صورًا للمرضى ذوي البشرة البيضاء والبشرة الفاتحة. وفقًا للباحثين، قد تظهر الأعراض بشكل مختلف اعتمادًا على لون البشرة. قد لا يُبلغ عن المؤشرات المفقودة إذا كان هناك نقص في التعليم حول كيفية التعرف على هذه التناقضات.
أجرى بعض طلاب الطب أيضًا أبحاثهم الخاصة وأضافوا إلى المناقشات نقص التمثيل في تعليم كلية الطب. لقد لاحظوا أمثلة محددة مثل الالتهابات الجلدية مثل الحُمامى المهاجرة التي تظهر على بشرة بيضاء بشكل حصري تقريبًا. كما أحد الأعراض الأولية الدالة على داء لايم، فإن نقص المعرفة حول كيفية اكتشاف هذا الطفح الجلدي على المرضى ذوي البشرة الداكنة يعني التشخيص الفاشل للمرض. أظهرت الدراسات أن هناك في الواقع تأخيرًا في تشخيص داء لايم للمرضى السود. يهدد نقص التمثيل في محاضرات كلية الطب بإحداث آثار سلبية على النتائج الصحية للأقليات في الولايات المتحدة.

### التمثيل في المجال الطبي
وفقًا لبيانات التعداد السكاني الأمريكية، يمثل السود والهسبان 13% و18% من إجمالي السكان على التوالي. ومع ذلك، فإنهم يشكلون فقط 6% و5% من خريجي كليات الطب على التوالي. يشكل الأطباء السود نحو 3% فقط من الأطباء الأمريكيين. واجه الأطباء السود على وجه الخصوص عقبات عديدة تاريخيًا للحصول على عضوية في المجتمع الطبي الأكبر. خلال القرن العشرين في الولايات المتحدة، أهملت مجموعات مثل الجمعية الطبية الأمريكية الأطباء السود وسعيهم لتحقيق النجاح في مجال الطب. قد أدى ذلك إلى استمرار تهميش الأطباء السود في الولايات المتحدة بسبب قلة أعدادهم من بين عوامل أخرى، مما ساهم في تهميش المرضى السود. غالبًا ما تنظر الأقليات إلى المرافق الطبية على أنها «مساحات بيضاء» بسبب الافتقار إلى التنوع على المستوى المؤسسي.